# Parque nacional Orhei
El Parque nacional Orhei (en rumano: Parcul Naţional Orhei) es un parque nacional en el país europeo de Moldavia establecido el 12 de julio de 2013. Tiene una superficie de 33.792,09 hectáreas. Este es el primero y hasta ahora el único parque nacional en el país, de acuerdo con la Ley N ° 1538-13 de las áreas naturales del 25 de junio de 1998.
Se encuentra a unos 50 km al norte de la capital Chisináu, en una región de valles, e incluye algunos sitios arqueológicos, monasterios cristianos ortodoxos y bosques de hoja caduca (56% de la superficie). El parque es conocido por la zona arqueológica de Orheiul Vechi.
El Parque Nacional Orhei es parte de la red de corredores biológicos que coordina la política de protección del medio ambiente en Moldavia, una visión global a nivel nacional y europeo (red ecológica nacional y red ecológica paneuropea).